# سلوق
سلوق إحدى البلدات الليبية وتقع إلى الجنوب مدينة بنغازي ثاني أكبر مدن ليبيا وتبعد عنها حوالي 50 كم.
تشتهر بلدة سلوق بوجود واحد من أكبر خزانات المياه في ليبيا ويعرف بإ سم «خزان عمر المختار» وتبلغ سعته 4.7 مليون متر مكعب بالإضافة إلى «خزان عمر المختار الكبير» الذي تبلغ سعته 24 مليون متر مكعب.
لعل من أشهر المراحل التي مرت بها سلوق هي مرحلة الاستعمار الإيطالي حيث أقام فيها الفاشيست أحد أكبر المعتقلات الجماعية وهو «معتقل سلوق»، وقد دارت في هذه المدينة معارك شرسة ضد المحتل الإيطالي.
ويوجد بمنطقة سلوق قبر «شيخ الشهداء» عمر المختار والذي تم نقله اليه من مدينة بنغازي في 16 سبتمبر 1981 في ذكرى اعدامه الخمسين، وذلك بحضور العقيد القذافي وعدد من الرؤساء العرب، بدعوى دفنه في ذات المكان الذي تم اعدامه فيه يوم 16 سبتمبر 1931 أمام المواطنين المعتقلين بمعتقل سلوق. وبعد انتفاضة فبراير 2011 وفي ظل غياب الأمن تم العبث بالقبر وشاهده من قبل مجموعات سلفية متشددة. 
بها فروع من كليات جامعة بنغازي. كما ويشتهر سكان هذه المدينة بالشعر الشعبي الليبي والذي أبدع اهلها فيه.

## اقتصاد
تشتهر منطقة سلوق بالتجارة والزراعة وخاصة الشعير والقمح، وتعتبر منطقة سلوق من أكثر المناطق في ليبيا تربية للثروة الحيوانية التي يمتلكها القطاع الأهلي.

## النقل
كانت سلوق أيام الاحتلال الإيطالي المحطة النهائية (من الجنوب) لخط حديد بنغازي- سلوق [الإيطالية].
تمثل سلوق نقطة التقاء لعدد من الطرق التي تربطها بعدد من المدن، وهي:
1. بنغازي (إلى الشمال الغربي).
2. الأبيار (إلى الشمال الشرقي).
3. قمينس (إلى الغرب).
4. المقرون (إلى الجنوب الشرقي).
5. زاوية مسوس (إلى الجنوب الغربي).

## التسمية عبر التاريخ
اسم (سلوق) ورد عن (العياشي) في رحلته عام (1090 هـ) محرفا على صورة (سلوك) بدلا من (سلوق)، وقد جاء قول (العياشي): «..ونزلنا على (سلوك) ضحى، وهي آبار متعددة كآبار الجابية في صفتها ومائها وبازائها أيضأ رسوم بناء إلا أنها قليلة..».
هذا الاستدلال الذي حدث عند «العياشي» بـ (الكاف) بدل (القاف) معروف ومألوف في اللغة العربية، والسلوك تعني مجاري ومسالك السيول التي تسيل من مياه الأمطار والأودية على وجه الأرض من الأماكن المرتفعة إلى الأماكن المنخفضة، ومن المعروف أن (سلوق) تقع في منطقة جغرافية منخفضة نسبيا، وتستقبل (سلوق) مياه هذه السلوك من مياه السيول المنحدرة من عدة أودية كـ (وادي الباب) الذي يقع في الجنوب الغربي لـ (سلوق) وهو أحد أودية الجبل الأخضر الجنوبية.
هذه السيول كثيرا ما تركت خلفها أثارا واضحة على الأرض تشبه السلوك أو الخيوط الرفيعة، ولا تزال بعض آثار هذه السلوك ماثلة للعيان إلى يومنا هذا.
أما التحليل الثاني فهو أن (سلوق) سميت بهذا الاسم نسبة إلى مدينة موجودة باليمن تحمل الاسم ذاته، وقد اشتهرت هذه المدينة اليمنية بصناعة السيوف وتربية نوع ممتاز من كلاب الصيد المسماة بـ (السلوقي)، ويروى أن قبائل يمنية جاءت بعد الفتح الإسلامي واستوطنت بالقرب من مدينة برقة (المرج) ذات الصلة الوثيقة بـ (سلوق)، حيث يبدو أن هذه القبائل قد استقرت بالمنطقة وأطلقت اسم (سلوق) عليها.
يقول (ابن منظور) في (لسان العرب): ".. (سلوق) أرض باليمن، وفي التهذيب قرية باليمن وهي بالرومية (سلقية).."، ويقول (ابن منظور) في (لسان العرب) أيضا: ".. يعني (سلوقي) من سلق يسلق الذئب، وتعني درع سلوقي جيد، والكلاب السلوقية كلاب الصيد الممتازة، وتعني الواسع من الطرقات.. وتعني السلق اليابس من الشجر.
وهناك تعليل أخر لا يقل عن السابقين قبولا وهو الأقرب إلى المنطق والمعقولية، ومفاده أن المياه إذ كانت بين المرة والحلوة في مذاقها وطعمها سُميت (شلوق)، ويقال أن مياه آبار (سلوق) ينطبق عليها هذا الوصف والتصنيف، فسمّيت (آبار شلوق)، ثم حرّف الاسم أو خفف صوت الشين إلى (سلوق).
وهذا التعليل يدعمه الواقع الجغرافي للمدينة، حيث كانت (سلوق) تتوسط عديد الآبار والمعاطن، ومنها بئر أم القرون - صهريج بلرجام، وبئر بوصفحة وبئر ام خريزة وبئر شقلب وبئر بوجازة وبئر بوخاتم وآبار العبد الثلاث، إضافة إلى (بئر بلغرب)؛ وهو أكثر آبار المدينة شهرة، وشهرته لا تدانيها شهرة ليس في برقة فحسب بل وصلت حتى مصر، فكان مقصدا لرعاة البدو الذين يردون عليه بقطعان أغنامهم وأذواد إبلهم لسقايتها، وكان أيضأ ملجأ للذين يبحثون عن ضالتهم - خاصة من الإبل، وقد تناولته ألسن الشعراء وكان ملتقى العديد من فحولهم الذين كانوا يتبادلون على جنبتاه القصائد والأشعار، حتى أنه شبّه بـ (عكاظ المدنية)، وقد تناوله أحد أبرز شعراء المعتقل المشهورين، وهو الشاعر (جلفاف بوشعراية الفاخري)، بعد أن عزل الطليان (بئر بلغرب) بالأسلاك الشائكة بحجة سقوط خنزير فيه، قائلا:
يا بلغرب مامن فروق سمينة.. اللي قبل في حوضك اتوارد رينا
مامن فروق السندة.. اللي قبل ما تعرف سبيب البندة
هلها (سعادي) كاسحين الزندة.. ركابت قصير القين نادر عينه.
أما الشاعر (عمر بو شنيف اللواطي)، فوصفه متحسرا وقال:
المنهل اللي كان عز الرغيبة.. ما حد اشقي به... سايب بعد مال (عيت أم شيبة).
وتتوسط سلوق المنطقة المسماة بـ (برقة البيضاء)، لذا لقبت بـ (صرة برقة)، والمعروف أن برقة البيضاء تمتد من الحدود الغربية لـ (سلوق) حتى الحدود الشرقية لبن جواد، أما (برقة الحمراء) فتشمل شرق (سلوق) وجميع الساحل حتى سهل المرج، وسميت (برقة الحمراء) لما امتازت به من طينة حمراء متماسكة، أما (برقة البيضاء) فهي ذات تربة بيضاء رخوة وهي أقرب إلى المناخ الصحراوي.
كما تتمتع (سلوق) بالموقع الاستراتيجي الممتاز الذي جعلها حلقة الوصل بين الشرق والغرب والشمال والجنوب، والعكس بالعكس صحيح، كما ".. كانت (سلوق) إحدى أهم محطات طرق القوافل على الطريق الشهيرة بـ (طريق الحاج)؛ التي تبدأ من جهات موريتانيا والمغرب، وتعبر الصحراء الكبرى وشمال إفريقيا مرورا بالجزائر وتونس وليبيا ومصر، ثم الحجاز، لأغراض الحج والتجارة وطلب العلم والترحال والهجرة.
وثمة طرق أخرى للقوافل تذهب من شمل ليبيا إلى تشاد والسودان عبر أوجلة وواحات الكفرة وبرقو ودارفور، ومن للسودان إلى البحر الأحمر وبحر العرب وجنوب شرق آسيا أو إلى الشمال عبر مصر وسيناء عن طريق الجغبوب وسيوة والفرافرة، وكانت (سلوق) ملتقى بعض هذه الطرق، خاصة القاصدة (بنغازي) ومنطقة الجبل الأخضر أو العائدة منها.
وقد كتب عن (سلوق) العديد من المؤرخين والجغرافيين والرحالة بوصفها موردا للمياه وبوابة عبور ونقطة التقاء للعديد من الطرق، ومن هؤلاء الرحالة: (المقدسي) في مؤلفه (أحسن التقاسم في معرفة الأقاليم)، و (الإدريسي) في كتابه (نزهة المشتاق في اختراق الآفاق)، و (الحشائشي) في رحلته، و (العياشي) في رحلته.